# Luborzyca (gmina)
Luborzyca od 1865 (od 1973 Kocmyrzów-Luborzyca) – dawna gmina wiejska istniejąca do 1954 w woj. kieleckim i woj. krakowskim. Siedzibą władz gminy była Luborzyca. 
W okresie międzywojennym gmina Luborzyca należała do powiatu miechowskiego w woj. kieleckim. Po wojnie gmina przez bardzo krótki czas zachowała przynależność administracyjną, lecz już 1 kwietnia 1945 została wraz z całym powiatem miechowskim przyłączona do woj. krakowskiego. Według stanu z 1 lipca 1952 gmina składała się z 15 gromad: Baranówka, Goszcza, Goszyce, Luborzyca, Łuczyce, Maciejowice, Marszowice, Pielgrzymowice, Pietrzejowice, Rawałowice, Sadowie, Wiktorowice, Wilków, Wola Luborzycka i Wysiółek Luborzycki.
Jednostka została zniesiona 29 września 1954 wraz z reformą wprowadzającą gromady w miejsce gmin. Po reaktywowaniu gmin 1 stycznia 1973 gminy Luborzyca nie przywrócono, utworzono natomiast w powiecie krakowskim gminę Kocmyrzów-Luborzyca, odpowiadającej w przybliżeniu obszarom dawnych gmin Luborzyca oraz Ruszcza z danego powiatu krakowskiego (z Kocmyrzowem).